# 12359 Cajigal
12359 Cajigal là một tiểu hành tinh vành đai chính with a periapsis 2.6828106 AU. Nó có độ lệch tâm là 0.1602051 và chu kỳ quỹ đạo là 2085.54 ngày (5.71 năm).
Cajigal có vận tốc quỹ đạo trung bình là 16.66419558 km/s và độ nghiêng quỹ đạo là 0.9394°.
Thlà mộtsteroid was được phát hiện ngày 22 tháng 9 năm 1993 bởi Orlando Naranjo.
Nó được đặt theo tên Juan Manuel Cajigal y Odoardo who founded Military Academy of Mathematics ở Venezuela.